# Walter Klingner
Walter Klingner (* 1961 in Gotha) ist ein deutscher Oboist und Englischhornist.

## Leben
Klingner studierte Oboe bei Axel Schmidt an der Hochschule für Musik Franz Liszt Weimar. Dort nimmt er heute eine Dozententätigkeit wahr.
Seit 1986 ist er Solo-Englischhornist am MDR-Sinfonieorchester. Außerdem ist er Gastspieler am Gewandhausorchester Leipzig, am Bachorchester Stuttgart, bei den Berliner Philharmonikern und dem Bayreuther Festspielorchester.
Zahlreiche Kompositionen wurden von ihm uraufgeführt, unter anderem von Gerd Domhardt. Er spielte mit Frank Peter Kompositionen von Felix Draeseke, Carlo Yvon und Elliott Carter ein. Klingner ist Mitglied der Kammersymphonie Leipzig und des Ensembles Sortisatio.

## Diskographie
- 1991: Sächsisches Kammerorchester Leipzig
- 1995: Gubener Kirchenmusik I mit Wieland Meinhold, Orgel (Coolmusic)
- 1999: Thomas Müller: Kraino – Ich verwirkliche (ConBrio Verlag)
- 2003: Groupe Lacroix: 8 Pieces on Paul Klee (Creative  Works Records)
- 2004: Ensemble Sortisatio (Querstand)
- 2005: Ernst Krenek: Zeitlieder (Eos Record Label)
- 2009: Jean-Luc Darbellay: A Portrait (Claves Records)
- 2011: Thomas Buchholz: Ehre sei Gott für alles (Querstand)